# Limnophila vera
Limnophila vera là một loài ruồi trong họ Limoniidae. Chúng phân bố ở miền Australasia.